# Withius brevidigitatus
Withius brevidigitatus är en spindeldjursart som beskrevs av Volker Mahnert 1988. Withius brevidigitatus ingår i släktet Withius och familjen Withiidae. Inga underarter finns listade i Catalogue of Life.